# Ferdinand Leopold von Herberstein
Graf Ferdinand Leopold (I.) von Herberstein (* 1695; † 25. Juni 1744 in Karlsbad) war wirklicher Geheimer Rat, Diplomat und Träger des Ordens vom Goldenen Vließ.

## Leben
Er entstammt der älteren österreichischen Linie der Familie Herberstein.
Seine Eltern waren Wenzel Eberhard von Herberstein (* 1671; † 26. Oktober 1729) und dessen Ehefrau Maria Josephine von Globitz. Sein Vater hatte vom Großvater Ferdinand Ernst von Herberstein († 13. Mai 1691) das verschuldete und zerstückelte Majorat geerbt und es mühsam wieder hergestellt.
Ferdinand Leopold ging in den Staatsdienst und war von 1731 bis 1736 Gesandter am königlich schwedischen Hof. Nach seiner Rückkehr wurde er 1738 Obersthofmeister bei Maria Theresia. 1742 bis 1744 war er niederösterreichischer Landmarschall und zuletzt Staats- und Konferenzminister. Er erhielt 1744 den Orden vom Goldenen Vließ und starb bereits im gleichen Jahr in Karlsbad.

## Familie
Herberstein heiratete 1721 Freiin Maria Anna von Ulm-Erbach (* 25. Januar 1700; † 17. November 1762). Das Paar hatte vier Söhne und drei Töchter:
- Anton Johann Nepomuk (1725–1774), ab 1769 Fürstbischof von Triest
- Ernst Leopold (1731–1788), ab 1785 der erste Bischof von Linz
- Karl Wenzel (1729–1798), seit 1793 bevollmächtigter Gesandter des Malteserordens am kaiserlichen Hof und Feldmarschall-Lieutenant
- Joseph Johann Nepomuk (* 1725; † 14. Dezember 1809) ⚭ Maria Philippine von Moltke (* 23. Januar 1732), Tochter von Generalfeldmarschall Freiherr Philipp Ludwig von Moltke († 26. Juli 1780)
- Maria Anna (* 28. März 1723; † 7. Februar 1815) ⚭ 1744 Franz Norbert von Trauttmannsdorff (* 10. August 1705; † 18. Juni 1786)
- Maria Josephine, Stiftsdame in St. Pölten
- Maria Ulrike, Stiftsdame